# جولیانو موزیلو
جولیانو موزیلو (انگلیسی: Giuliano Musiello؛ زادهٔ ۱۲ ژانویهٔ ۱۹۵۴) بازیکن فوتبال اهل ایتالیا است.
از باشگاه‌هایی که در آن بازی کرده‌است می‌توان به باشگاه فوتبال هلاس ورونا، باشگاه فوتبال یوونتوس، باشگاه فوتبال فوجا، باشگاه فوتبال آ.اس. رم، باشگاه فوتبال آتالانتا، باشگاه فوتبال جنوآ، باشگاه فوتبال آولینو، باشگاه فوتبال نووارا، و باشگاه فوتبال اسپال اشاره کرد.